# Stillwater (Minnesota)
Stillwater es una ciudad ubicada en el condado de Washington en el estado estadounidense de Minnesota. En el Censo de 2010 tenía una población de 18 225 habitantes y una densidad poblacional de 881,24 personas por km². Se encuentra sobre la orilla derecha del río St. Croix —que la separa de Wisconsin—, y a poca distancia al norte de la desembocadura de este río en el Misisipi. 

## Geografía
Stillwater se encuentra ubicada en las coordenadas 45°3′31″N 92°49′50″O / 45.05861, -92.83056. Según la Oficina del Censo de los Estados Unidos, Stillwater tiene una superficie total de 20.68 km², de la cual 18.04 km² corresponden a tierra firme y (12.79%) 2.64 km² es agua.

## Demografía
Según el censo de 2010, había 18225 personas residiendo en Stillwater. La densidad de población era de 881,24 hab./km². De los 18225 habitantes, Stillwater estaba compuesto por el 95.14% blancos, el 0.98% eran afroamericanos, el 0.36% eran amerindios, el 1.12% eran asiáticos, el 0.02% eran isleños del Pacífico, el 0.61% eran de otras razas y el 1.76% pertenecían a dos o más razas. Del total de la población el 1.91% eran hispanos o latinos de cualquier raza.